# 이나베시
이나베시(일본어: いなべ市)는 일본 미에현 최북단에 있는 시이다. 2003년의 시정촌 대합병으로 옛 이나베군의 이나베정, 다이안정, 호쿠세이정, 후지와라정이 합병해 성립하였다.

## 지리
미에현 최북단에 위치하고 기후현, 시가현과 접한다. 시내 중앙부에 이나베강이 흐른다.

## 인접하는 자치체
- 미에현
  - 욧카이치시, 이나베군 도인정, 구와나시, 미에군 고모노정
- 기후현
  - 가이즈시, 오가키시, 요로군 요로정
- 시가현
  - 이누카미군 다가정, 히가시오미시

## 역사
- 2003년 12월 1일 - 옛 이나베군의 이나베정, 다이안정, 호쿠세이정, 후지와라정이 합병하면서 시로 승격해 이나베시가 되었다.

## 교통

### 철도
- 산기 철도(일본어판)
  - 산기선
    - (← 욧카이치시 호쿠세이추오코엔구치역) - 우메도이역 - 다이안역 - 미사토역 - 뉴가와역 - 이세핫타역 - 히가시후지와라역 - 니시노지리역 - 니시후지와라역

  - 호쿠세이선
    - (← 도인정 도인역) - 오이즈미역 - 소하라역 - 오다역 - 아게키역

### 도로
- 국도 제306호선 (일본)(일본어판)
- 국도 제365호선 (일본)(일본어판)
- 국도 제421호선 (일본)(일본어판)

## 인구
| 연도 | 인구   | ±%     |
| ---- | ------ | ------ |
| 1920 | 32,074 | —      |
| 1930 | 34,058 | +6.2%  |
| 1940 | 32,920 | −3.3%  |
| 1950 | 43,568 | +32.3% |
| 1960 | 40,007 | −8.2%  |
| 1970 | 38,414 | −4.0%  |
| 1980 | 41,591 | +8.3%  |
| 1990 | 43,882 | +5.5%  |
| 2000 | 45,630 | +4.0%  |
| 2010 | 45,675 | +0.1%  |